# Ibiá
Ibiá is een gemeente in de Braziliaanse deelstaat Minas Gerais. De gemeente telt 23.069 inwoners (schatting 2009).

## Aangrenzende gemeenten
De gemeente grenst aan Araxá, Campos Altos, Medeiros, Perdizes, Pratinha, Rio Paranaíba, Serra do Salitre en Tapira.